# Хосе Гонсалес Ганоса
Хосе Гонсалес Ганоса (ісп. José González Ganoza, 10 липня 1954, Ліма — 8 грудня 1987) — перуанський футболіст, що грав на позиції воротаря.
Виступав за клуб «Альянса Ліма», а також національну збірну Перу.

## Клубна кар'єра
У дорослому футболі дебютував 1974 року виступами за команду «Альянса Ліма», кольори якої і захищав протягом усієї своєї кар'єри гравця, що тривала чотирнадцять років і тричі, в 1975, 1977 і 1978 роках, ставав чемпіоном Перу.
8 грудня 1987 року загинув у авіакатастрофі, разом з усією командою «Альянса Ліма». Літак з гравцями повертався з міста Пукальпа, з чергового матчу першості країни проти клубу «Депортіво Пукальпа». Не долетівши всього кілька кілометрів до столичного аеропорту, літак впав в Тихий океан.

## Виступи за збірну
У складі молодіжної збірної брав участь в чемпіонаті Південної Америки серед молодіжних команд.
10 липня 1975 року дебютував в офіційних іграх у складі національної збірної Перу в товариському матчі проти збірної Парагваю, що завершився перемогою перуанців з рахунком 2:0. У тому ж році Гонсалес Ганоса був у заявці своєї збірної на переможному Кубку Америки, проте весь турнір йому довелося просидіти на лавці запасних.
Згодом у складі збірної був учасником чемпіонату світу 1982 року в Іспанії, однак і цього разу весь турнір провів на лаві запасних. Лише на останньому для себе великому турнірі, розіграші Кубка Америки 1987 року в Аргентині, Гонсалес був основним воротарем своєї збірної. Причому матч зі збірною Еквадору 4 липня став для нього останнім виступом за збірну.
Загалом протягом кар'єри у національній команді, яка тривала 13 років, провів у її формі 20 матчів.

## Титули і досягнення
- Чемпіон Перу (3):

«Альянса Ліма»: 1975, 1977, 1978
- Володар Кубка Америки (1):

Перу: 1975

## Особисте життя
Він дядько іншого футболіста збірної Перу Паоло Герреро.